# ماتياس ماك
ماتياس ماك (بالألمانية: Matthias Maak)‏ (12 مايو 1992 في النمسا - ) هو لاعب كرة قدم نمساوي في مركز الوسط. شارك مع منتخب النمسا تحت 21 سنة لكرة القدم. أما مع النوادي، فقد لعب مع نادي غروديغ و1. Wiener Neustädter SC ‏ وKapfenberger SV ‏.

## وصلات خارجية
- ماتياس ماك على موقع قاعدة بيانات كرة القدم.إي يو (الإنجليزية)
- ماتياس ماك على موقع Soccerway.com (الإنجليزية)
- ماتياس ماك على موقع عالم كرة القدم.نت (الإنجليزية)